# Contea di Cumberland (Virginia)
La contea di Cumberland (in inglese Cumberland County) è una contea dello Stato della Virginia, negli Stati Uniti. La popolazione al censimento del 2000 era di 9 017 abitanti. Il capoluogo di contea è Cumberland.